# Nyugat-Kaukázus
A Nyugat-Kaukázus általában nem az egész Kaukázus, hanem csak az ún. Nagy-Kaukázus hegyláncainak az Elbrusztól nyugatra eső részét jelenti. Ennek a több száz km hosszan húzódó hegységrendszernek egy oroszországi szakaszát érintetlen térségei, különleges természeti értékei miatt – szintén Nyugat-Kaukázus néven – 1999-ben felvették az UNESCO világörökség listájára.
A Nyugat-Kaukázus Világörökségként nyilvántartott és védett helyszíne Szocsi várostól kb. 50 km-re északkeletre kezdődik, a Belaja- és a Malaja Laba-folyók felső folyásának vidékén fekszik. Közigazgatásilag Adigeföldhöz (annak déli járásaihoz), a szomszédos Krasznodari határterülethez és kisebb részben Karacsáj-Cserkeszföldhöz tartozik.

## Nyugat-Kaukázus, a Világörökség természeti helyszíne
A Komiföld őserdői világörökségi helyszínén kívül ez Európa egyetlen nagy kiterjedésű, jelentősebb emberi beavatkozástól érintetlen hegyvidéke. Egyedülállóak magashegységi rétjei, az alacsonyabb térszínektől a szubalpin övezetig felkúszó, összefüggő erdőségei. A védett terület különösen sok veszélyeztetett, ritka, reliktum vagy endemikus növény- és állatfajnak nyújt menedéket. Az élővilág változatossága, fajösszetételének gazdagsága Oroszországban csak a távol-keleti Usszuri vidékéhez hasonlítható.

### Felszín, domborzat
A világörökségi helyszín nem terjed ki a Kaukázus legmagasabb, legzordabb csúcsaira. Azoktól nyugatra, a tengerhez viszonylag közel fekvő, kb. 300 000 hektár nagyságú terület. Legnagyobb kiterjedése kelet-nyugati irányban 97 km, észak-déli irányban 50 km. Magában foglal főként üledékes, metamorf kőzetekből felépített hegyvonulatokat, magashegységi régiókat, meredek csúcsokat és szélesen elnyúló völgyeket.
A hegylánc fő vonulatának déli oldala meredeken szakad le a Fekete-tenger irányában. Az északi oldal kevésbé meredek, lankásabb és fokozatosan megy át a Kaukázus előhegyeibe, melyek közül legnagyobb a Szkalisztij- (Sziklás-) hegység. A világörökségi terület tengerszint feletti magassága 250 m és 3360 m között váltakozik. Legmagasabb pontjai az Akaragvarta-hegy (3360 m), a Cahvoa (3346 m), a Pszeasho (3256 m) és a Csugus (3238 m).
A hegység változatos domborzati formáit az egykori gleccserek munkája alakította, ennek nyomai a sokfelé látható morénák, kisebb kártavak (tengerszemek), teknővölgyek. Az északi részek és a Lagonaki-fennsík mészkőből felépült masszívumainak karsztvidékén barlangok, üregek, kutak, karsztvíz táplálta források, felszín alatti tavak és folyók sokasága alakult ki. A világörökségi részen, a Fist-hegy alatt húzódik Oroszország legnagyobb, 1600 m mély és 15 km hosszú barlangrendszere.

### Részei
A világörökségi helyszín 78,5%-a egyetlen összefüggő védett területből, valamint körülötte néhány jóval kisebb, de nem kevésbé értékes magashegységi részből áll:
- a Világörökség központi részét a Kaukázusi (Kavkazszkij) Természetvédelmi Terület (zapovednyik) alkotja, 1979 óta bioszféra-rezervátum (kb. 280 000 ha). Ez Oroszország egyik leghíresebb és legrégebbi természetvédelmi területe. 1882-től 25 éven át a térség az orosz nagyhercegek vadászterületeként élvezett védelmet. 1906-tól védettsége megszűnt, a helybeli lakosság szabadon használta. Többszöri próbálkozás után, 1924-ben a Tudományos Akadémia támogatásával természetvédelmi területté nyilvánították. Azóta 12 alkalommal változtattak határain. 1951-ben korábbi területének (kb. 300 000 ha) 2/3-át elvették, az alpesi réteket legelőnek használták, az erdőkben néhol fakitermelést is folytattak. Később eredeti területének nagy részét visszakapta.
- a Világörökség része a bioszféra-rezervátum körül kialakított 1 km szélességű védőzóna egy szakasza (6000 ha)
- a terület északi-északnyugati határával szomszédos három magashegységi természeti emlék:
- a Bujnij-hegy (1480 ha), érintetlen fenyőerdőivel, ahol 300 éves fák is találhatók
- a Pseha- és a Psehasha-folyók forrásvidéke (5776 ha), valamint
- a Cicá-folyó forrásvidéke (1913 ha), mindkét vidéken kiterjedt bükkösök és bükkel elegy sűrű fenyvesek húzódnak
- a Bolsoj Thacs Természeti Park (3700 ha), melyet a széleslevelű fafajokból álló lombhullató erdők védelmére hoztak létre 1996-ban.

### Éghajlat
Nyugat-Kaukázus a mérsékelt és a szubtrópusi éghajlati öv határán fekszik, jellemzője a sok csapadék, a meleg nyár és az enyhe tél. A hegylánc fő vonulatai megakadályozzák az északi hideg levegő átáramlását, így a tenger felől (az ún. kolhidai kapun át) érkező meleg, csapadékot hozó légtömegek uralják a térség éghajlatát.
A déli oldalakon, a Fekete-tengerhez közelebb fekvő alacsonyabb térszíneken meleg, nedves, szubtrópusihoz közeli éghajlat uralkodik 4,2 °C januári, 20-21 °C július-augusztusi középhőmérséklettel. Az északi oldalon télen 0 °C alatti átlaghőmérséklet a jellemző, júniusban 20 °C. A hegyekben a levegő hőmérséklete a magassággal 100 m-enként átlag 0,5 °C-kal csökken, az abszolút minimum –22 °C-ig eshet.
Az évi közepes csapadékmennyiség 1000 mm körül van, de értéke a magassággal növekszik. A Lagonaki-fennsík, az Acsisho- és a Fist-hegy 3000 mm csapadékot kap évente. A hegyek kevésbé meredek részeit 2–4 m vastag hótakaró borítja, de a völgyekben és hegyszorosokban a szél akár 10–15 m-es hótorlaszokat is emelhet.

### Vízrajz

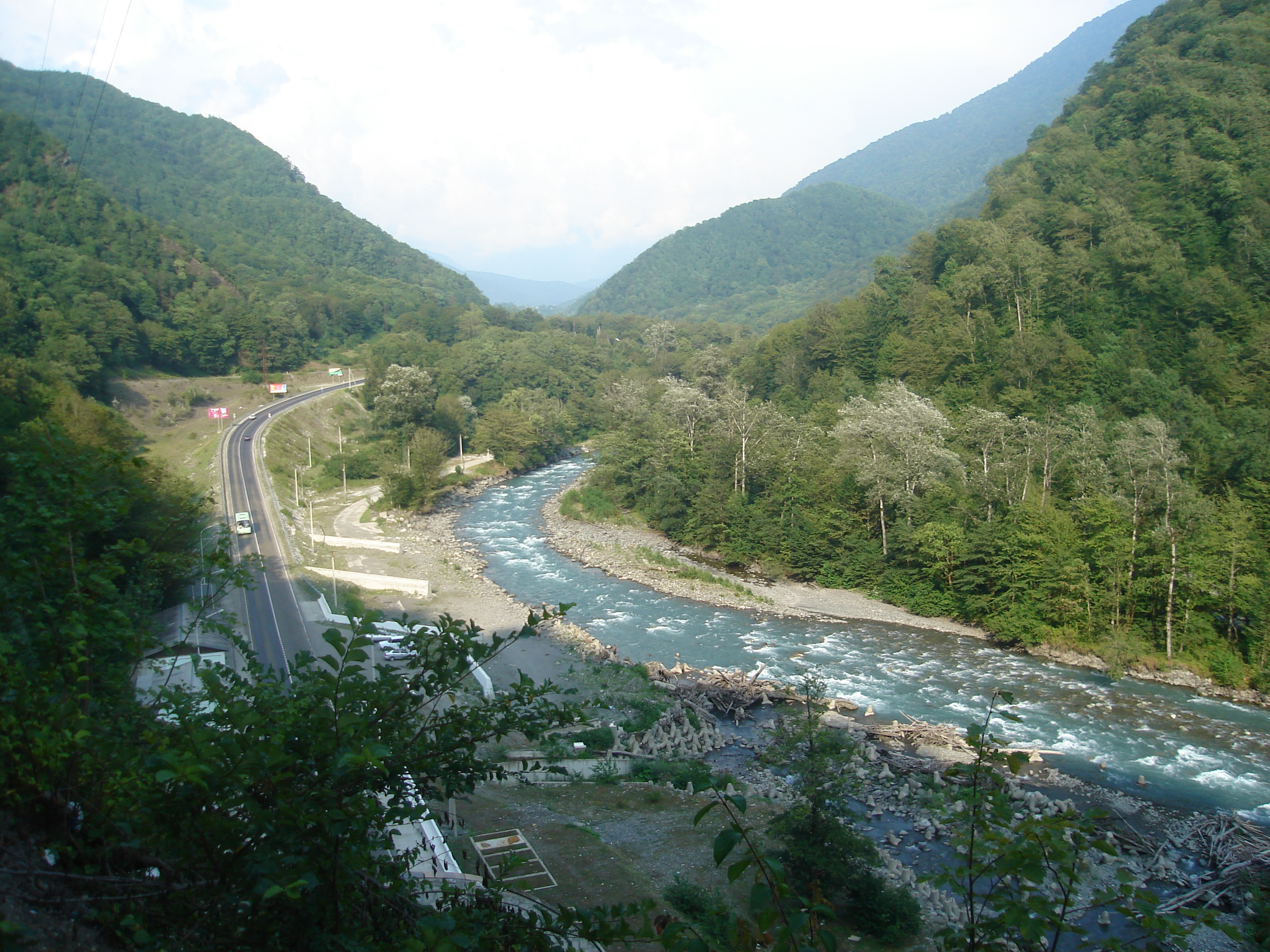
Látkép a Mzimta-folyóra a Gyevicsji Szljozi- (Leánykönnyek-) vízeséstől

A világörökségi részen mintegy 60 gleccser található. Az északi hegyoldalakon, részben gleccserekből erednek a térség legbővízűbb folyói. Az Azovi-tengerbe ömlő Kubány vízrendszeréhez tartozik többek között:
- a Belaja, mely a Fist-hegy gleccseréből ered, Adigeföldön folyik és a Kubányba ömlik
- a Belajába torkolló Kurdzsipsz és Pseha
- az utóbbi mellékfolyója a Cicá, forrásvidékének nevezetessége az Abadzes-kanyon, ahol egy 10 km-es szakaszon a folyó esése 1000 m
- a Malaja (Kis-) Laba, mely a Bolsaja (Nagy-) Labával egyesülve alkotja a Kubány egyik legnagyobb mellékfolyóját.

A déli lejtőkön eredő vízfolyások jóval rövidebbek és közvetlenül a Fekete-tengerbe szállítják vizüket. Jelentősebbek:
- a Sahe, a Mzimta és a Szocsi-folyó. A Mzimta-folyón, Krasznaja Poljana településnél (a védett terület határán kívül) 1950 óta vízerőmű üzemel, mely Szocsit látja el elektromos árammal. A folyón újabb vízerőmű építését tervezik.

A folyók erdős, szakadékos partok között folynak, helyenként 100 m-es vízeséseket is alkotnak, a Fist-hegy masszívumán 250 m-es vízesések is előfordulnak. A térség vízrendszere ősidők óta változatlan, folyóvizei ivóvíz-tisztaságúak, több településen a vizet közvetlenül a mederből, tisztítás nélkül fogyasztják.
Nyugat-Kaukázusban mintegy 130 jelentősebb magashegyi tó ismeretes. Közülük legszebb fekvésű a Kardivacs, az Inpszi és a Bezmolvija.

## Élővilág
A térségben mintegy hatezer növény- és állatfajt jegyeztek fel, ami önmagában is bizonyítja, hogy a Nyugat-Kaukázus a biológiai sokféleség (biodiverzitás) fenntartásának egyik fontos területe. A déli lejtők természetes növénytakarója, a széleslevelű lombhullató erdő, melyet az emberi tevékenység Európában részben vagy teljesen kipusztított, itt a földtörténeti harmadidőszak óta változatlanul fennmaradt.

### Növényvilág

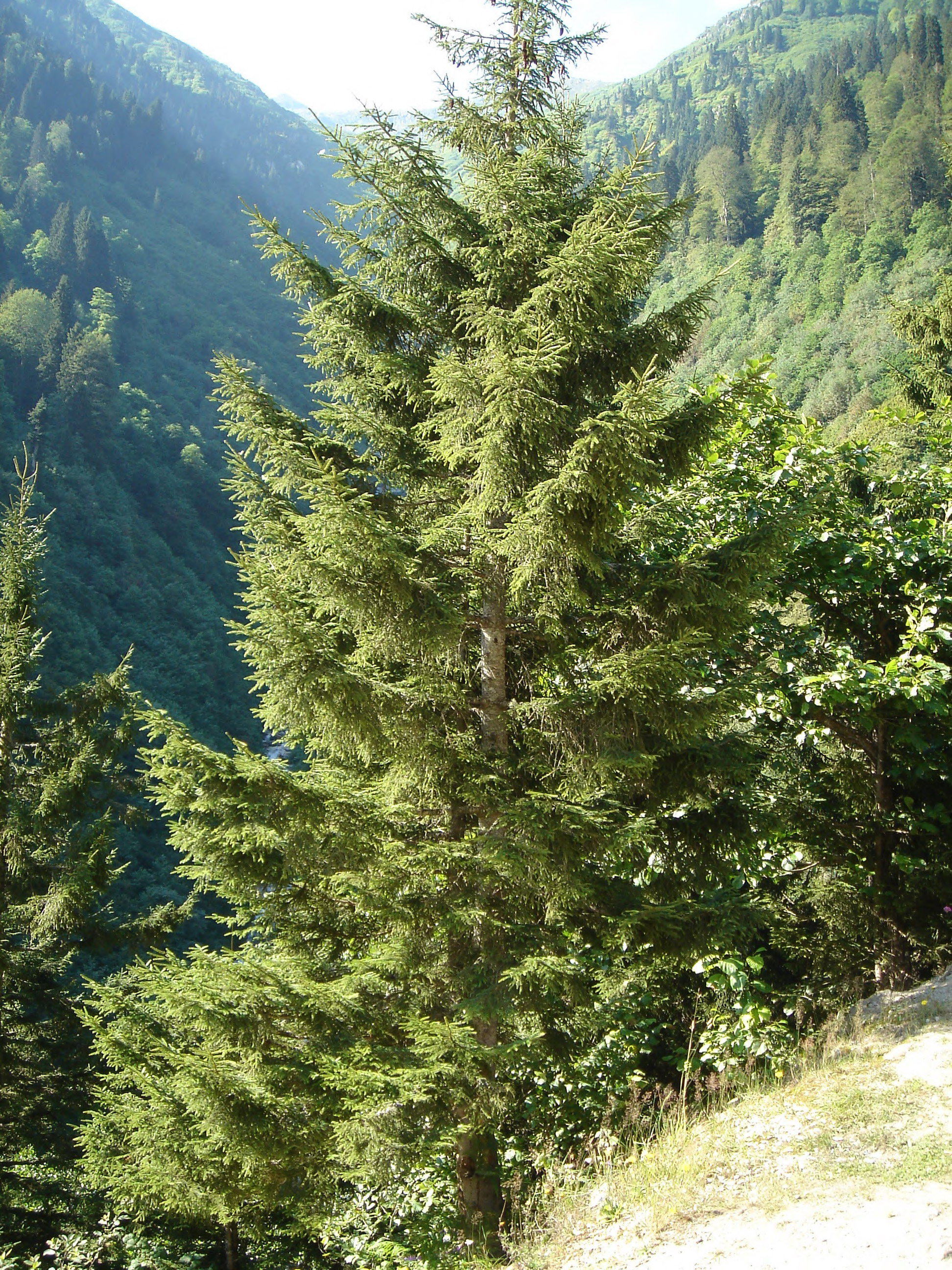
Kaukázusi lucfenyő (Picea orientalis)

A védett területen több mint 1580 edényes növényfaj ismeretes; 1/3 részük endemikus– (bennszülött–), 10%-uk pedig korábbi földtörténeti korokból való, zömmel harmadidőszaki reliktumfaj. A 165 féle fa- és cserje közül kaukázusi endemikus faj például a grúziai tölgy, a kecskerágó egy simakérgű változata vagy a tiszafa. Az itteni enyhe klíma is hozzájárult több harmadidőszaki erdei növényfaj fennmaradásához, amilyen például az örökzöld kolhidai puszpáng (Buxus colchica) és a babérmeggy (Prunus laurocerasus).
Különösen változatos és gazdag a legmagasabb, alpesi régiók növényvilága, ahol több mint 900 növényfajt jegyeztek fel. Ez jóval meghaladja a legtöbb eurázsiai magashegységi régiói fajgazdagságát. 55 szerepel közülük az oroszországi Vörös Könyvben.
Az összterület mintegy 60%-át erdő borítja, melynek fajösszetétele rendkívül gazdag és övezetenként változik. Az alacsonyabban fekvő hegyoldalakon kaukázusi gyertyánnal és a szelídgesztenyefával kevert tölgyesek az uralkodók; máshol a bükk (keleti bükk) alkot erdőségeket önmagában vagy jegenyefenyővel keverten. A magasabb térszínek fenyveseinek fő erdőalkotó faja a kaukázusi lucfenyő (Picea orientalis); az erdő felső határán, 2000–2300 m körül erdeifenyő fordul elő. A szubalpin övezet füves térségein gyakoriak az alacsonyra növő nyír- és fűzfafélék, följebb már csak csenevész bokrok és alacsony-füves rétek láthatók.

### Állatvilág
A háborítatlan, erdős hegyvidék 81-féle emlősállat természetes élőhelye. Gyakran előforduló ragadozók az aranysakál, a farkas, a róka, a kaukázusi hiúz, a kaukázusi vadmacska; a kisebbek közül a menyét, a kaukázusi borz, a kaukázusi hermelin. A kaukázusi barna medvék a magas hegyvidéket kedvelik, csak télire húzódnak az alacsonyabban fekvő erdőkbe. A patások közül gyakori a zerge, az európai őz, a gímszarvas, kevesebb a kaukázusi tur (Capra caucasica) és az itt már vadon élő európai bölény.

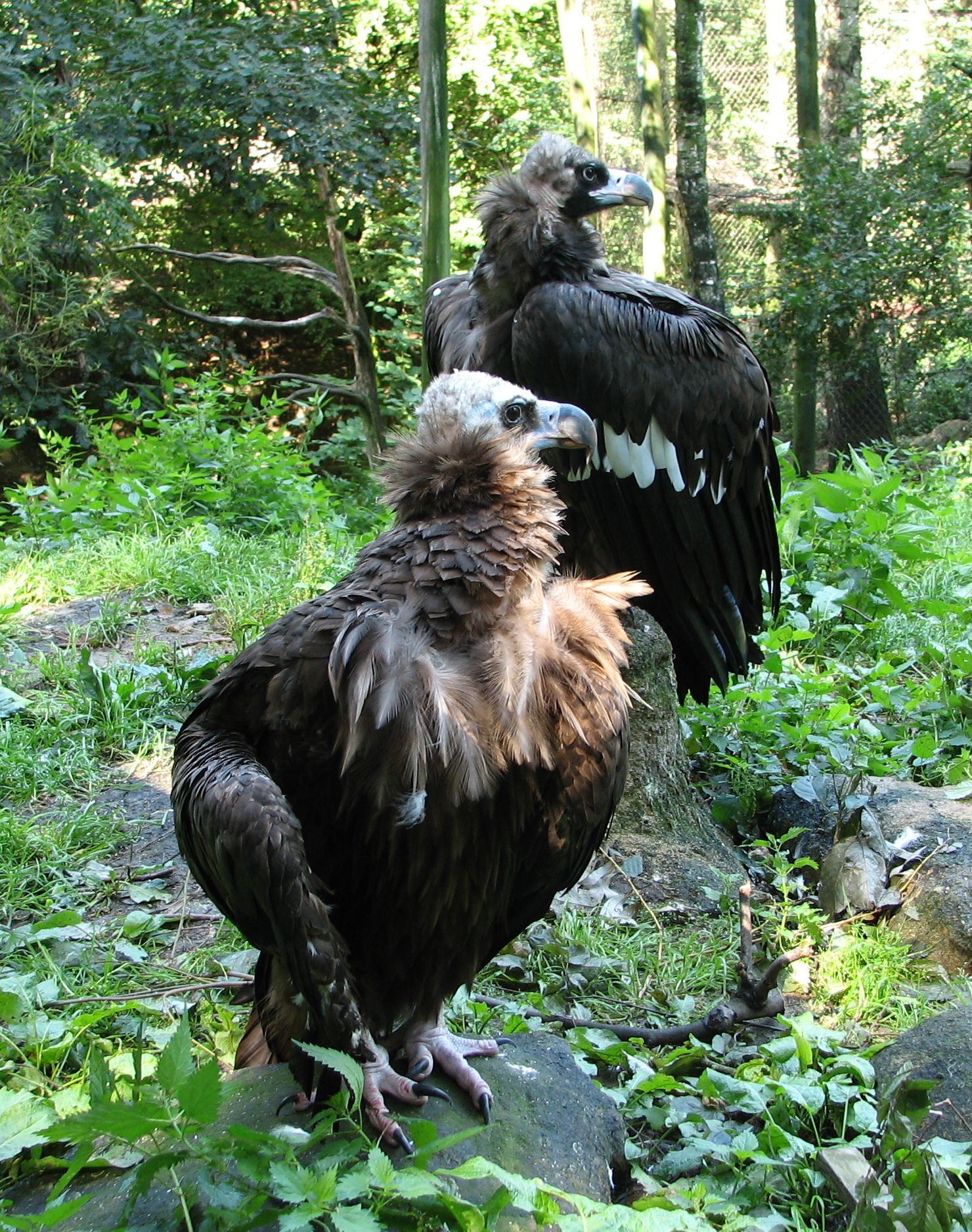
Két barátkeselyű (Aegypius monachus) az olmützi állatkertben (Csehország)

A 384-féle gerinces között sok az endemikus- és a ritka vagy veszélyeztetett faj, ezek 10%-a nemzetközi védettség alatt áll, például a kaukázusi iszaptúróbéka, a nyugat-kaukázusi gyík, a kaukázusi vipera.
A kaukázusi vagy hegyi bölény az európai bölény egyik alfaja volt, az 1920-as években utolsó példányai is kihaltak. A helyettük betelepített európai bölények példányai 50 év alatt jól alkalmazkodtak a helyi viszonyokhoz, és jelenleg hegyi bölények a világon csak itt találhatók. 2002-ben kb. 250 példányt számoltak össze, kevesebbet, mint 15-20 évvel korábban.
A kb. 250 madárfaj között sok a ritka ragadozómadár: fehérfarkú rétisas, szirti- és halászsas, fakó-, szakállas- és barátkeselyű, kígyászölyv.
A Nyugat-Kaukázus helyi jellegzetességeket mutató madárfajai többek között a kaukázusi nyírfajd, a kaukázusi királyfogoly, a havasi csóka, a hajnalmadár vagy a kaukázusi pirók. Az erdők lakója többek között a sárgarigó, a különösen ritka török csuszka, a rövidkarmú fakusz és a tüzesfejű királyka. Az alacsonyan fekvő völgyekben néhány fészkelő fekete gólyapárt figyeltek meg, a legmagasabb régiókban haris, vörösbegy, erdei szürkebegy fészkel az alacsony nyíresekben.